# Blanca Ribas Turón
Blanca Ribas Turón (* 6. Juni 1982 in Gandia, Provinz Valencia, Spanien) ist eine deutsch-spanische Standard- und Lateintänzerin.

## Leben
Den überwiegenden Teil der Kindheit und Jugend verbrachte sie in Barcelona. 1994 begann Blanca Ribas Turón mit dem Tanzen. In Spanien tanzte sie mit Emilio Villodres,
Sascha Brovnic und Pau Aran. Mit letzterem wurde sie vierfache spanische Meisterin und spezialisierte sich auf Wettkämpfe über 10 Tänze (Standard + Latein).
Nach dem Abitur im Jahr 2000 begann sie in Barcelona ein Hochschulstudium für Physiotherapie. Im Jahr 2002 zog sie praktisch ohne deutsche Sprachkenntnisse nach Dresden und widmete sich ganz dem Tanzsport mit ihrem neuen Partner Christoph Kies.
Blanca Ribas Turón startet für den TSC Excelsior Dresden und arbeitet im Raum Dresden als freiberufliche Tanzchoreographin und Tanztrainerin im Kinder-, Jugend- und Erwachsenenbereich.
In den Jahren 2006 (Moskau), 2007 (Tokio) und 2008 (Berlin) wurde das Paar Kies/Ribas Turón Weltmeister über 10 Tänze – im Jahr 2007 (Wien) zudem Europameister über 10 Tänze.
Im März 2011 beendete sie ihre aktive Tanzkarriere. Sie ist weiterhin als Tanzchoreographin und Trainerin in Deutschland, Spanien und Südamerika tätig. Zudem ist sie seit 2015 Verbandstrainerin von Sachsen.

## Erfolge (Auswahl)

### Landesmeisterschaften Sachsen (9 Titel)
- 9× 1. Platz LM Standard/Latein 2003–2007

### Nationale Meisterschaften: (9 Titel)
- 2000 span. Meisterschaft Jugend Standard 1. Platz
- 2000 span. Meisterschaft Jugend Latein 1. Platz
- 2000 span. Meisterschaft Jugend 10 Tänze 1. Platz
- 2002 span. Meisterschaft 10 Tänze 1. Platz
- 2003 bis 2008 dt. Meisterschaft 10 Tänze 1. Platz (5×)

### Europameisterschaften: (2 Titel)
- 2003 EM 10 Tänze (Loule, POR) 2. Platz
- 2004 EM 10 Tänze (Chișinău, MOL) 2. Platz
- 2005 EM 10 Tänze (Kiew, UKR) 3. Platz
- 2007	EM 10 Tänze (Wien, AUT)		1. Platz
- 2008        EM 10 Tänze (Chișinău, MDA) 1. Platz

### Weltmeisterschaften: (3 Titel)
- 2004 WM 10 Tänze (Melbourne, AUS) 3. Platz
- 2005 WM 10 Tänze (Wien, AUT) 2. Platz
- 2006	WM 10 Tänze (Moskau, RUS)	1. Platz
- 2007	WM 10 Tänze (Tokio, JPN)	1. Platz
- 2008       WM 10 Tänze (Berlin, GER)       1. Platz

### Weltcups: (1 Titel)
- 2003 WC 10 Tänze (Salzburg, AUT) 2. Platz
- 2005 WC 10 Tänze (Lüttich, BEL) 3. Platz
- 2006	WC 10 Tänze (Taipeh, TWN)	1. Platz

## Belege
1. ↑  Pressemitteilung zur Beendigung der aktiven Tanzkarriere, (auf der Seite des DTV).

| Personendaten    | Personendaten                                  |
| ---------------- | ---------------------------------------------- |
| NAME             | Ribas Turón, Blanca                            |
| ALTERNATIVNAMEN  | Ribas-Turon, Blanca                            |
| KURZBESCHREIBUNG | deutsch-spanische Standard- und Lateintänzerin |
| GEBURTSDATUM     | 6. Juni 1982                                   |
| GEBURTSORT       | Gandia, Provinz Valencia, Spanien              |